# Super Pang
Pour les articles homonymes, voir Pang (homonymie).
Super Pang, appelé Super Buster Bros. en Amérique du Nord, est un jeu vidéo d'action-réflexion développé et commercialisé par Mitchell Corporation, sorti en 1990 sur système d'arcade Mitchell. Il a été adapté en 1992 sur Super Nintendo, puis réédité en compilation sur plate-forme Sony en 1997 et 2006,.
Super Pang est la suite de Pang.

## Système de jeu
Super Pang propose d'incarner un garçon armé d'un grappin qui doit crever des bulles de 5 tailles différentes tout en évitant de les toucher. Le premier mode est un "tour du monde" à travers différents tableaux où l'image de fond de chaque niveau représente un lieu particulier :
- En Asie : Hong Kong, Java, La Route de la soie, l'Himalaya et Istamboul
- En Europe : l'Allemagne (le Château de Neuschwanstein), Venise, Alcazar de Ségovie (Espagne), Paris (le Sacré-Cœur) et Londres
- En Amérique : le Canada, l'Ouest Américain, le Mexique, le Brésil et l'Argentine (les Chuttes d'Iguazú) et les Caraïbes
Sachant que pour disparaître définitivement une bulle doit être de la taille la plus petite et être touchée, quand une bulle est touché par le grappin elle se divise en deux bulles de taille inférieure (hormis si elle est de la taille la plus petite). Ce mode propose 4 niveaux de difficulté, chaque niveau accélère la vitesse de déplacement des bulles mais aussi la disposition des éléments du décor. Le joueur est aidé par des objets obtenus en touchant certains blocs du décor, comme le double grappin, le réveil qui arrête les bulles x secondes ou encore le sablier ralentissant les bulles.
Le deuxième mode propose à travers 99 niveaux vides de tout décors, de crever des bulles sans relâche.

## Portages
Super Pang est porté sur Super Nintendo en 1992. À la différence du jeu d'arcade, la version console ne propose qu'un mode solo.
Le jeu est réédité en 1997 sur PlayStation dans la compilation Super Pang Collection  et sur PlayStation Portable en 2006 dans la compilation Capcom Puzzle World.